# Johan Airijoki
Johan Olov Viktor Airijoki, född 10 januari 1982, är en svensk musiker, snowboardåkare och gruvarbetare, uppvuxen i Malmberget/Gällivare.  
Airijoki turnerar under eget namn och spelar även i band och olika musikaliska samarbeten som Väärt, Malmfältens Rockklubb, Tusenbröder, Airijoki och Laservågen och Parkas. Tillsammans med Moonica Mac och Arvid Nero har han gruppen Livets Lirare.  
År 2011 släpptes skivan Airijoki och Laservågen. År 2014 släpptes EP:n Jag tror det handlar om under eget namn och 2015 den första fullängdaren som solo, Vissa saker måste brännas.
För sitt musicerande och låtskrivande har Airijoki tilldelats flertalet utmärkelser och priser. År 2020 tilldelades han Skaps Singer-Songwriter pris med motiveringen: ”En rockpoet vars uttryck går rakt in i lyssnaren, med ett jordnära sound och texter som är mörka men ändå låter ljuset sippra genom sprickorna. Han lyckas med konststycket att låta som han alltid har funnits bland oss” .
Han har medverkat i Tankar för dagen i Sveriges Radio P1, i SVT i programmet Ei saa peittää och är sedan 2021 krönikor för Dagens Arbete .  
Han har gjort flera artistsamarbeten, bl.a. med Kristian Matsson, "The Tallest Man on Earth". Hösten 2022 var Airijoki en del av föreställningen om Dan Andersson "Hon vars hjärta var som mitt", baserad på Göran Greiders bok med samma namn. 
Airijoki har åkt snowboard i många år och vunnit SM i halfpipe 2001, samt kört i landslaget. Han är dessutom med i ett lokalt snowboardcrew i Gällivare som går under namnet Gälka Warriors".

## Diskografi
Johan Airijoki2014 – Jag tror det handlar om att
- 2015 – Vissa saker måste brännas
- 2017 – Allting kommer att bli bra
- 2018 – En blyg viol
- 2020 – Får jag vara din kille
- 2023 – Gitarrer och blåjeans

Väärt
- 2010 Sommarfågel
- 2011 Palla Orka
- 2014 Det kommer ett skalv
- 2019 Drömälv

Airjoki och laservågen
- 2011 Airijoki och laservågen

Parkas
- 2013 Dånar med älven

Tusenbröder
- 2013 Tribaler